# Divorciada (telenovela)
Divorciada es una telenovela colombiana, realizada en 1999 por  RTI Televisión. Escrita por Bernardo Romero Pereiro, dirigida por William González,  protagonizada por Flora Martínez y Rafael Novoa.
"Divorciada" fue la última telenovela emitida por Canal A, en un contexto de crisis de los canales públicos en Colombia desde el año 2000. También fue la última producción de RTI como programadora del canal antes de su colaboración exclusiva como productora de Caracol Televisión en 1999 y su traslado como programadora al Canal Uno en 2003.

## Sinopsis
Eva es una joven de 28 años de clase media alta, casada desde los 21 años, que decide divorciarse después de haber entrado en una profunda crisis emocional, causada por el vacío de su matrimonio, la ausencia de realización personal y el abuso psicológico del que la hace objeto su marido. Durante el proceso de divorcio Eva recibe el rechazo y la crítica, no solo de su familia sino de la sociedad. Su exesposo Julián, logra a través de sobornos, quitarle la custodia de sus dos hijos y es ahí donde ella inicia una verdadera lucha para recuperar su dignidad de mujer y ganarse un lugar en la sociedad. En ese proceso Eva descubre en Guillermo el amor verdadero pero también muchos sinsabores que deberá enfrentar porque Guillermo es el novio de su mejor amiga. En ese largo camino que Eva emprende deberá alcanzar sus tres objetivos fundamentales: recuperar la custodia de sus hijos, realizarse como mujer y como profesional y encontrar de nuevo el amor.

## Elenco
- Flora Martínez .... Eva
- Roberto Escobar ... Julián
- Rafael Novoa ....	Guillermo
- Álvaro Ruiz .... Esteban
- Helena Mallarino .... Soledad
- Luisa Fernanda Giraldo .... Michelle
- Ana Mazhari ....Verónica
- Gerardo Calero .... Javier
- Jorge López .... Juan Antonio
- Adriana Machler .... Marisol
- Geoffry Ruffell .... Néstor
- Daniel Ochoa .... Fabián
- Ricardo Vélez ....Hugo
- Andrea Rincón .... Carla
- Paola Díaz

## Emisión internacional
Venezolana de Televisión (1999)  /  Telecentro —Barquisimeto— (2004)

 TV Azteca (2000)

 Teleamazonas